# Nikolay Sergeyevich Popov
Nikolay Sergeyevich Popov (Николай Сергеевич Попов, 14 tháng 12 năm 1931 - 4 tháng 2 năm 2008) là một kỹ sư người Nga, ông là người thiết kế xe tăng T-80 của Liên Xô và Nga. N. S. Popov là lãnh đạo của Phòng thiết kế Đặc biệt về Máy móc Vận tải (ОАО «Специальное конструкторское бюро транспортного машиностроения»), gọi tắt là KB "Spetstransmash" (КБ «Спецтрансмаш»).

## Thành tích
- Xe tăng T-80
- Pháo tự hành 2S7 Pion
- Khung gầm bánh xích cho hệ thống phòng không S-300
- Máy kéo nông nghiệp K-701 và các ứng dụng trong công nghiệp